# Furmaìn
Il Furmaìn è un formaggio di latte vaccino che si produce nelle province di Parma, Reggio Emilia, Modena, Bologna (alla sinistra del fiume Reno), Mantova (alla destra del fiume Po).

## Caratteristiche
È una caciotta priva di additivi e conservanti ottenuto da latte di bovine alimentate prevalentemente con foraggi provenienti dalla zona di produzione. Il Furmaìn si presenta come una forma di formaggio sferica appiattita, con scalzo leggermente convesso, e varia da un peso medio che può andare dai 500 a 6.000 grammi.
L'aspetto esterno varia a seconda delle due tipologie della caciotta: fresca (a pasta tenera da latte pastorizzato) con meno di 90 giorni di stagionatura, o stagionata (a pasta semidura da latte non pastorizzato o solamente termizzato) con minimo 90 giorni di stagionatura, che può protrarsi sino a un anno.
Il Furmaìn fresco ha una crosta di colore bianco-panna e una pasta dolce, elastica e soffice, mentre quello stagionato è più tendente al giallognolo e presenta una pasta più soda e più piccante al gusto.

## Le origini
Il Furmaìn è il progenitore del Formadio, il padre del noto Parmigiano Reggiano, citato per la prima volta in una pergamena dell'abbazia di Marola di Canossa (Reggio Emilia), nel 1159. Si deve infatti al Furmaìn l'origine del Formadio, il formaggio antecedente al Grana, prodotto dal 1159 dai fratelli agricoltori Di Formolaria, un borgo ancora esistente a Marola, nel Comune di Carpineti, in provincia di Reggio Emilia.
Tracce del prezioso Furmaìn si attestano già in documenti che risalgono al XVII secolo, nei quali fa capolino nella lista degli omaggi che i funzionari modenesi riservavano al loro Duca. Anche da rilevazioni statistiche datate ai primi anni del XIX secolo, emerge la produzione in casa di formaggio “vaccino”, mentre nel 1828 compare nel primo calmiere di generi alimentari di Filza.
Il “formaggio di casa”, anticamente prodotto durante la stagione invernale, rischiò la scomparsa in Emilia nella seconda metà del Novecento, quando si iniziò a produrre il Parmigiano Reggiano tutto l'anno. Ora, sotto l'egida del Conva, il Consorzio per la valorizzazione dei prodotti d'Appennino, e con il sostegno della Provincia di Reggio Emilia, diversi caseifici e aziende lo stanno riscoprendo, sotto le disposizioni di un disciplinare di produzione.

## Il marchio
Questa caciotta viene identificata da un marchio camerale composto dal nome “Furmaìn”, registrato, e la scritta "formaggio tradizionale di latte vaccino" assieme logo composto da un emblema di Matilde di Canossa, con sullo sfondo la trama di un castello, sovrastante l'immagine di una bovina da latte vista di profilo.
Ogni etichetta prevede all'interno la personalizzazione coi dati del produttore autorizzato dal Conva. Sono previste due etichettature, una in colore arancione/oro per il formaggio stagionato con l'aggiunta della scritta “stagionato” e una in colore bordeaux per il formaggio fresco con l'aggiunta della scritta "fresco".
Le aziende che producono il Furmaìn seguono un severo disciplinare di produzione, steso e certificato dal Consorzio Conva, che si riserva di effettuare controlli sul rispetto del regolamento riguardante il formaggio, e di eventuali norme di produzione in seguito definite, affidandosi a propri tecnici o personale esterno.

## Tipologie
- Furmaìn fresco (a pasta tenera da latte pastorizzato) con meno di 90 giorni di stagionatura, consumato a partire dal 3º giorno di produzione;
- Furmaìn stagionato (a pasta semidura da latte non pastorizzato o solamente termizzato) con minimo 90 giorni di stagionatura, che può protrarsi sino a un anno.